# Dorímaco
Dorímaco (Dorimachus o Dorymachus, Δορίμαχος o Δορύμαχος) fue un militar etolio nacido en Triconio. Era hijo de Nicóstrato.
En 221 a. C. fue enviado a Figalia, en la frontera de Mesenia, ciudad con la que la Liga Etolia tenía un pacto de simpoliteia, aparentemente para ayudar a la defensa de la ciudad pero en realidad para vigilar los asuntos del Peloponeso e intentar fomentar la guerra en la que la Liga Etolia tenía interés. Con un cuerpo de libertos asoló Mesenia, a pesar de que la Liga estaba aliada con este país, y las quejas fueron primero demoradas, después ignoradas y finalmente contestadas con insultos. La guerra finalmente estalló sin decreto de la asamblea etolia o del consejo selecto, y se dirigió no sólo contra Mesenia sino también contra el Epiro, la Liga Aquea, Acarnania y el Reino de Macedonia.
El 220 a. C. Dorímaco y el líder etolio Escopas invadieron el Peloponeso y derrotaron a Arato de Sición en Cafias. Dorímaco participó en las operaciones para capturar Cineta en Arcadia, en las que los etolios recibieron la ayuda del ilirio Escerdílides, y la ciudad fue ocupada e incendiada. Tomó parte también al ataque frustrado contra Clítor y fue una de las cabezas de la expedición fracasada contra Egira (el 219 a. C.).
En otoño del 219 a. C. fue nombrado strategos de la Liga y asoló Epiro, destruyendo el templo de Dodona.
El 218 a. C. invadió Tesalia para distraer a Filipo V de Macedonia de su asedio sobre Paleis, en Cefalonia, asedio que finalmente tuvo que levantar por la traición de Leoncio, pero entonces el rey macedonio aprovechó la ausencia de Dorimaco para hacer una incursión al corazón de Etolia, avanzando hacia Termo, la capital, que fue saqueada.
Aparece otra vez el 211 a. C. como uno de los jefes etolios que firmaron un tratado de alianza con Roma, representada por Marco Valerio Levino, dirigido contra Macedonia. El 210 a. C. defendió sin éxito la ciudad tesalia de Equino atacada por Filipo.
El 204 a. C. aparece de nuevo al ser nombrado como legislador especial para establecer nuevas leyes destinadas a hacer frente a la mala situación de la Liga, especialmente debido a las fuertes deudas contraídas. 
El 196 a. C. fue enviado a Egipto para negociar un tratado de paz y amistad con Ptolomeo V Epífanes, probablemente buscando la mediación del rey egipcio con Antíoco III el Grande, con el cual la Liga Etolia quería la alianza contra los romanos.